# NGC 3700
NGC 3700 is een balkspiraalstelsel in het sterrenbeeld Grote Beer. Het hemelobject werd op 31 maart 1867 ontdekt door de Ierse astronoom Robert Stawell Ball.

## Synoniemen
- UGC 6494
- MCG 6-25-79
- ZWG 185.73
- PGC 35413